# Bousquet Island
Bousquet Island ist eine 550 m lange Insel im Archipel der Windmill-Inseln vor der Küste des ostantarktischen Wilkeslands. Sie liegt unmittelbar östlich der Insel Herring Island.
Die Insel wurde anhand von Luftaufnahmen der US-amerikanischen Operation Highjump (1946–1947) und Operation Windmill (1947–1948) erstmals kartiert. Das Advisory Committee on Antarctic Names benannte sie nach Edward A. Bousquet, Mitglied der Unterstützungseinheiten der United States Navy für die Überwinterungsmannschaft auf der Wilkes-Station während des Internationalen Geophysikalischen Jahres (1957–1958).